# Leonardo Ramos (football, 1969)
Leonardo Alfredo Ramos Giró, né le 11 septembre 1969 à Montevideo en Uruguay, est un footballeur international uruguayen, qui évoluait au poste de défenseur, reconverti par la suite entraîneur.

## Biographie

### Carrière en club
Leonardo Ramos évolue au sein de quatre pays différents : en Uruguay, en Argentine, en Espagne, et enfin au Chili.
Avec le club de l'UD Salamanca, il dispute 15 matchs en première division espagnole, inscrivant deux buts, et 35 matchs en deuxième division espagnole, marquant un but.
Il joue un total de 29 matchs en Copa Libertadores. Il est demi-finaliste de cette compétition en 1999 avec le club de argentin de River Plate. Le 6 avril 1999, il est l'auteur d'un but contre le club colombien du Deportivo Cali.

### Carrière en sélection
Il joue neuf matchs en équipe d'Uruguay, sans inscrire de but, entre 1991 et 2000. 
Il participe avec l'Uruguay à la Copa América 1997. Lors de cette compétition organisée en Bolivie, il ne joue qu'un seul match.
Il dispute également trois matchs rentrant dans le cadre des éliminatoires du mondial 1998, et deux comptant pour les éliminatoires du mondial 2002.

### Carrière d'entraîneur
Il commence sa carrière de manager avec le Club Atlético Colegiales en troisième division argentine.
Il entraîne ensuite en Uruguay, tout d'abord au Club Atlético Progreso, puis au Danubio Fútbol Club. Il remporte avec l'équipe de Danubio, un titre de champion d'Uruguay. 
Lors de l'année 2016, il entraîne pendant quelques mois, le club chilien de l'Unión La Calera.

## Palmarès

### Joueur
| Progreso - Championnat d'Uruguay (1) : - Champion : 1989 |  | Velez Sarsfield - Championnat d'Argentine (1) : - Champion : 1993 (Clôture) |  | Estudiantes de La Plata - Championnat d'Argentine (2) : - Champion : 1999 (Ouverture) et 2000 (Clôture) |

### En tant qu'entraîneur
| Danubio FC - Championnat d'Uruguay (1) : - Champion : 2014 |  | CA Peñarol - Championnat d'Uruguay (1) - Champion : 2017 |